# 胡蝶刀
胡蝶刀（こちょうとう）とは中国刀の一種。

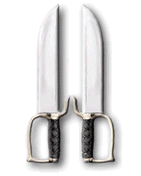
胡蝶刀

中国武術でも主に南派武術で用いられた短器のひとつで、長さは約40 - 50 cm程度。香港のカンフー映画等でよくみられる。競技として行なわれる中国武術で使用される南刀の元となった。材質は鉄が主流だが現在ではアルミ製もある。